# Kristiansund BK
Kristiansund BK là một câu lạc bộ bóng đá Na Uy có trụ sở tại Kristiansund, hiện đang chơi tại Eliteserien. Kristiansund BK được thành lập vào mùa thu năm 2003, khi hai đối thủ của Kristiansund đó là Kristiansund FK và Clausenengen FK đồng ý thành lập một câu lạc bộ mới.

## Lịch sử
Kể từ khi Magnar Isaksen giành huy chương đồng tại kỳ Thế vận hội Mùa hè 1936, nhiều cầu thủ bóng đá từ Kristiansund đã chơi cho đội tuyển quốc gia Na Uy bao gồm: Ole Gunnar Solskjær, Øyvind Leonhardsen, Trond Andersen, Ole Stavrum và Georg Hammer. Ngoài ra, những cầu thủ như Ola Lyngvær, Jan Erlend Kruse, Arild Stavrum, Ole Erik Stavrum, André Flem và Christian Michelsen đã chơi cho các câu lạc bộ khác nhau tại giải đấu hạng cao nhất Na Uy và Clausenengen đã được gọi là "nhà máy sản xuất tài năng". Tuy nhiên, các câu lạc bộ bóng đá từ Kristiansund đã thành công hạn chế trong việc đào tạo cầu thủ, với Kristiansund FK đã xuống chơi giải hạng Nhất Na Uy năm 1991 còn gần đây nhất đó là Clausenengen vào năm 1991.
Năm 2003, ngân hàng địa phương Sparebank 1 đã khởi xướng việc sáp nhập giữa Kristiansund FK và Clausenengen, với ngân hàng là nhà tài trợ chính của câu lạc bộ mới với mức đầu tư 750.000 kr mỗi năm. Kristiansund BK được thành lập vào ngày 2 tháng 9 năm 2003 và thay thế Kristiansund FK trong giải hạng Ba Na Uy. Ngoài ra, còn có hai câu lạc bộ khác cũng đang chơi ở các hạng thấp hơn.
Christian Michelsen thành công với tư cách là huấn luyện viên trưởng vào năm 2014. Sau hai năm thi đấu play-off không thành công ở giải hạng Nhất Na Uy vào các năm 2014 và 2015, Kristiansund BK đã xếp thứ nhất ở mùa giải kế tiếp năm 2016 và lên chơi hạng cao nhất Eliteserien.

## Những mùa gần đây
| Mùa giải            |    | Vị trí | Số trận | Thắng | Hòa | Thua | Số bàn thắng | Số bàn thua | Số điểm | Cup    | Ghi chú    |
| ------------------- | -- | ------ | ------- | ----- | --- | ---- | ------------ | ----------- | ------- | ------ | ---------- |
| 2006                | 2D | 7      | 26      | 11    | 5   | 10   | 44           | 33          | 38      | Vòng 1 |            |
| 2007                | 2D | 5      | 26      | 14    | 6   | 6    | 57           | 35          | 48      | Vòng 2 |            |
| 2008                | 2D | 4      | 26      | 14    | 2   | 10   | 56           | 32          | 44      | Vòng 3 |            |
| 2009                | 2D | 3      | 26      | 14    | 4   | 8    | 54           | 37          | 46      | Vòng 2 |            |
| 2010                | 2D | 2      | 26      | 17    | 4   | 5    | 60           | 35          | 55      | Vòng 2 |            |
| 2011                | 2D | 2      | 24      | 15    | 3   | 6    | 55           | 29          | 48      | Vòng 2 |            |
| 2012                | 2D | 1      | 26      | 22    | 2   | 2    | 77           | 18          | 68      | Vòng 2 | Thăng hạng |
| 2013                | 1D | 9      | 30      | 12    | 6   | 12   | 47           | 44          | 42      | Vòng 2 |            |
| 2014                | 1D | 4      | 30      | 13    | 10  | 7    | 53           | 39          | 49      | Vòng 3 |            |
| 2015                | 1D | 3      | 30      | 14    | 7   | 9    | 37           | 30          | 49      | Vòng 4 |            |
| 2016                | 1D | 1      | 30      | 19    | 5   | 6    | 47           | 30          | 62      | Vòng 1 | Thăng hạng |
| 2017                | ES | 7      | 30      | 10    | 10  | 10   | 44           | 46          | 40      | Tứ kết |            |
| 2018                | ES | 5      | 30      | 13    | 7   | 10   | 46           | 41          | 46      | Vòng 3 |            |
| 2019 (đang diễn ra) | ES | 7      | 14      | 6     | 3   | 5    | 17           | 15          | 21      | Vòng 4 |            |

## Các cầu thủ

### Đội hình hiện tại
Tính đến ngày 1 tháng 2 năm 2018
Ghi chú: Quốc kỳ chỉ đội tuyển quốc gia được xác định rõ trong điều lệ tư cách FIFA. Các cầu thủ có thể giữ hơn một quốc tịch ngoài FIFA.
| Số | VT | Quốc gia         | Cầu thủ              |
| -- | -- | ---------------- | -------------------- |
| 1  | TM | Cộng hòa Ireland | Sean McDermott       |
| 3  | HV | Na Uy            | Christoffer Aasbak   |
| 4  | HV | Pháp             | Christophe Psyché    |
| 5  | HV | Na Uy            | Dan Peter Ulvestad   |
| 6  | HV | Na Uy            | Andreas Hopmark      |
| 7  | TĐ | Na Uy            | Torgil Øwre Gjertsen |
| 8  | TV | Thụy Điển        | Haris Cirak          |
| 9  | TV | Kosovo           | Liridon Kalludra     |
| 10 | TV | Na Uy            | Sverre Økland        |
| 11 | TĐ | Kosovo           | Flamur Kastrati      |
| 12 | TM | Estonia          | Andreas Vaikla       |
| 13 | TĐ | Na Uy            | Bendik Bye           |
| 14 | TĐ | Na Uy            | Jesper Isaksen       |

| Số | VT | Quốc gia                 | Cầu thủ                                      |
| -- | -- | ------------------------ | -------------------------------------------- |
| 15 | HV | Na Uy                    | Erlend Sivertsen                             |
| 16 | TV | Bản mẫu:Country data FAR | Meinhard Olsen                               |
| 17 | TĐ | Na Uy                    | Krisotffer Hoven                             |
| 18 | HV | Na Uy                    | Christopher Lindquist (mượn từ Strømsgodset) |
| 19 | HV | Sénégal                  | Aliou Coly                                   |
| 20 | TĐ | Cameroon                 | Thomas Amang (mượn từ Molde)                 |
| 21 | TV | Sénégal                  | Amidou Diop                                  |
| 22 | TV | Na Uy                    | Bent Sørmo                                   |
| 23 | HV | Na Uy                    | Pål Erik Ulvestad                            |
| 24 | TV | Na Uy                    | Sondre Sørli                                 |
| 25 | HV | Na Uy                    | Henrik Gjesdal                               |
| 27 | HV | Estonia                  | Brent Lepistu                                |
| 30 | TM | Sénégal                  | Serigne Mor Mbaye                            |

### Cho mượn
Ghi chú: Quốc kỳ chỉ đội tuyển quốc gia được xác định rõ trong điều lệ tư cách FIFA. Các cầu thủ có thể giữ hơn một quốc tịch ngoài FIFA.
| Số | VT | Quốc gia  | Cầu thủ                                                              |
| -- | -- | --------- | -------------------------------------------------------------------- |
| 20 | TĐ | Thụy Điển | Simon Alexandersson (Cho Dalkurd mượn đến ngày 31 tháng 12 năm 2019) |